# Nuevo Edén de San Juan
Nuevo Edén de San Juan est une municipalité située dans le département de San Miguel au Salvador.